# Р-105М

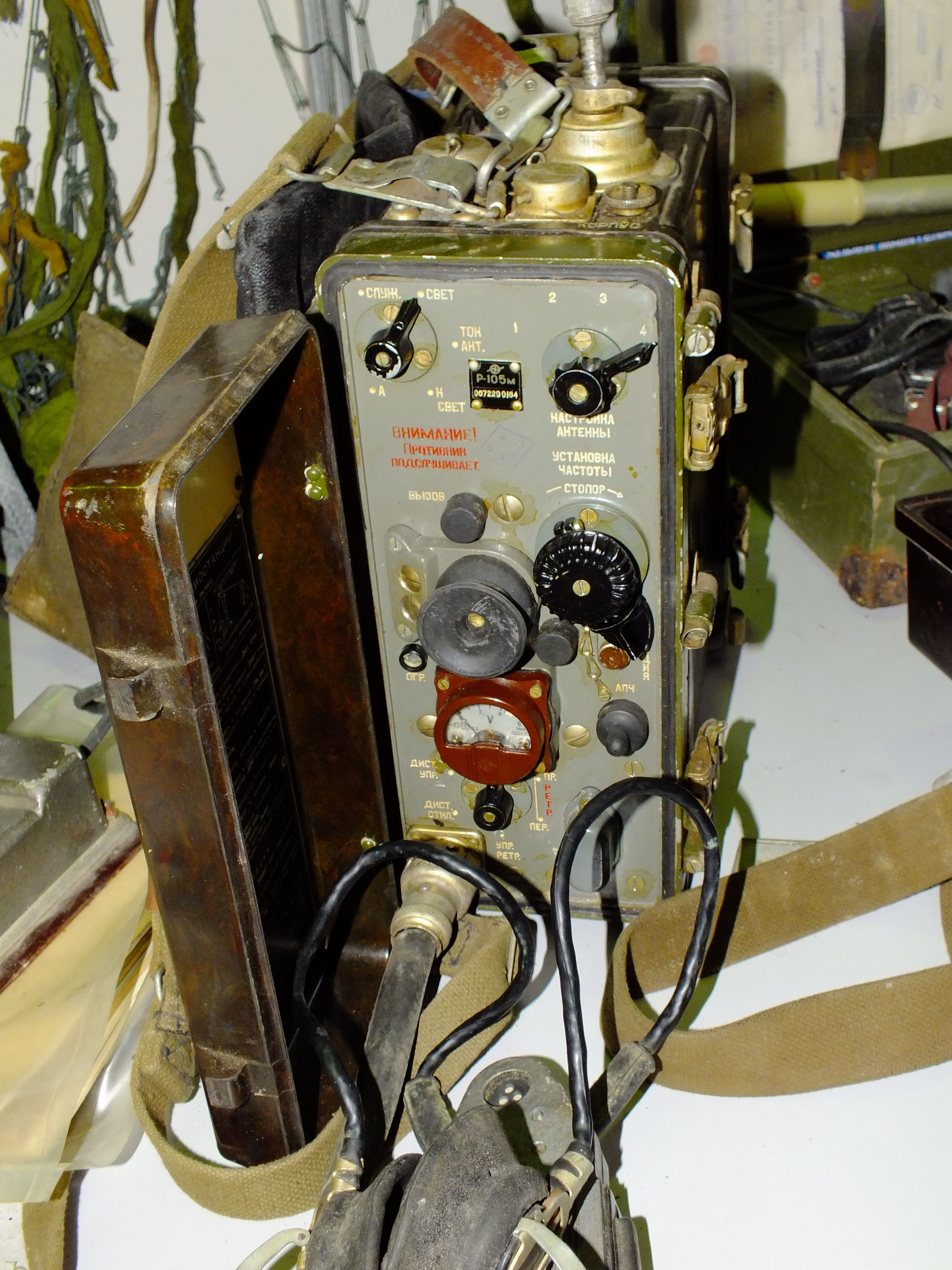
Р-105М

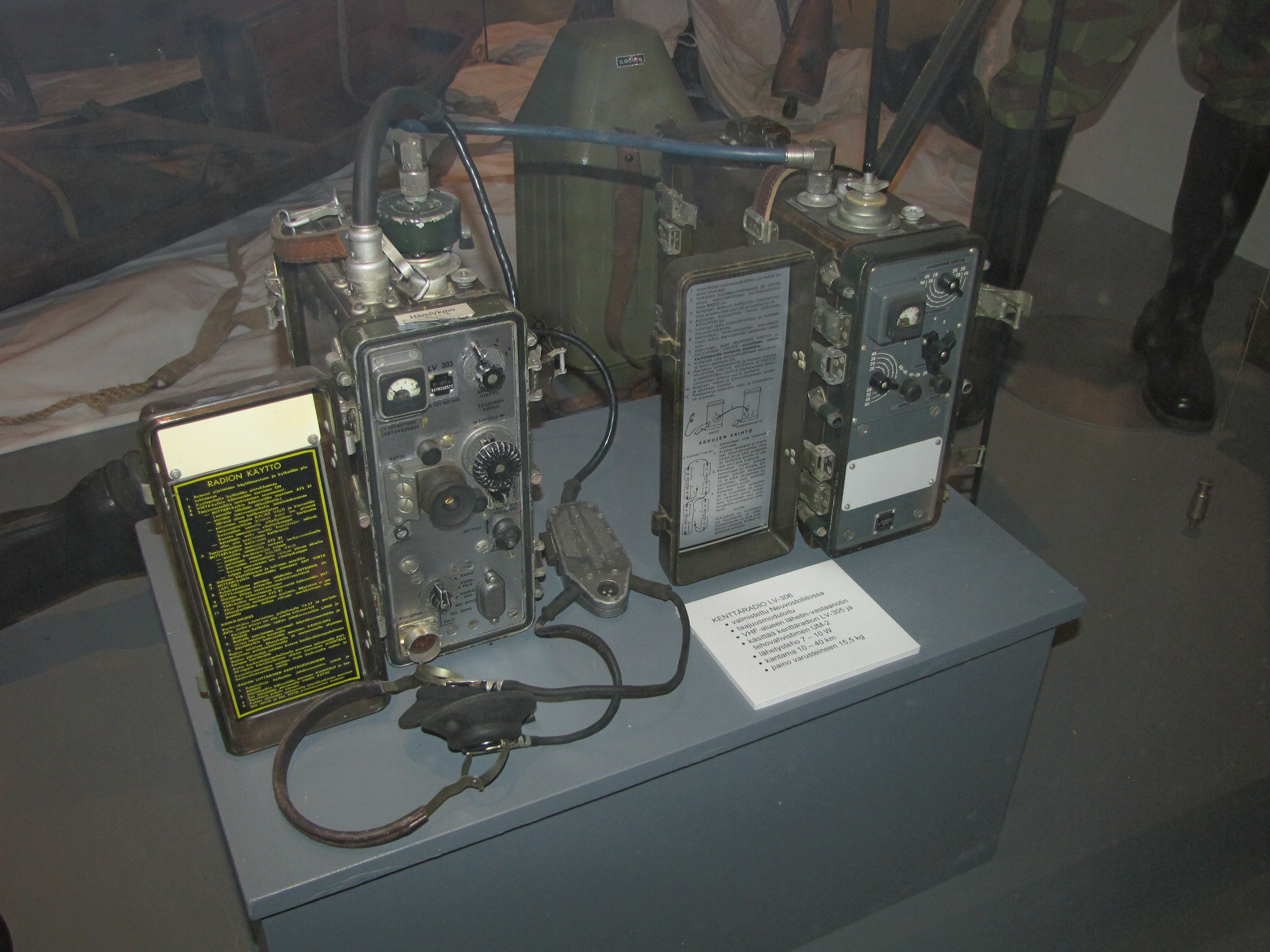
Радиостанция LV-306, состоит из приемопередатчика «Парус» (LV-305) и внешнего усилителя мощности УМ-2. Применялась в ВС Финляндии

Р-105М, Р-108М, Р-109М («Парус-3», «Парус-2», «Парус-1») — советские войсковые носимые ультракоротковолновые радиостанции. На вооружении с 1967 года. Между собой отличаются только диапазоном рабочих частот. Приняты взамен радиостанций серии «Астра» (Р-105Д, Р-108Д, Р-109Д). Несмотря на сходство индексов, радиостанции «Парус» представляют собой совершенно другую конструкцию.

## Технические характеристики
Радиостанции ранцевые, симплексные, собраны по трансиверной схеме на субминиатюрных стержневых лампах исполнения Б (см. Радиолампы производства СССР/России), транзисторах и полупроводниковых диодах. Приёмная часть — супергетеродин с одним преобразованием частоты. Предусмотрено дистанционное управление по кабелю длиной до 500 м и работа в качестве ретранслятора в радиосетях.
- Режим работы: телефония с частотной модуляцией
- Настройка плавная, шкала отградуирована с шагом 25 кГц
- Диапазон частот:
  - Р-105М — 36,0-46,1 МГц
  - Р-108М — 28,0-36,5 МГц
  - Р-109М — 21,5-28,5 МГц
- Чувствительность приёмника — не хуже 1,5 мкВ при отношении сигнал/шум 10:1
- Выходная мощность передатчика — не менее 1 Вт
- Источник питания: четыре аккумулятора КН-14 или две батареи 2НКП-20 (или 2НКП-24) общим напряжением 4,8 В. Питание анодных цепей — от встроенного транзисторного преобразователя напряжения.
- Время непрерывной работы при соотношении времени приема/передачи 3:1 — от 12 до 21,5 часов в зависимости от типа батареи
- Антенные устройства:
  - гибкая штыревая антенна высотой 1,5 м (штырь Куликова) с дополнительными коленами для наращивания до 2,7 м, кронштейном для крепления на борту транспортного средства и противовесами
  - лучевая антенна длиной 40 м для работы со стационарной позиции
- Дальность уверенной связи между однотипными станциями:
  - на ходу, с короткой штыревой антенной — не менее 6 км;
  - на стоянке, с лучевой антенной, поднятой на высоту 5-6 м — не менее 25 км.
- Диапазон рабочих температур: от −40 до +50 °C
- Габариты приёмопередатчика: 310×325×170 мм
- Масса рабочего комплекта: не более 14 кг
- Масса полного комплекта с укладочным ящиком: не более 40 кг
- Для увеличения дальности действия к радиостанциям мог подключаться усилитель мощности УМ-2, смонтированный в таком же корпусе, как и радиостанция. Выходная мощность УМ-2 — 10 Вт, питание — от восьми аккумуляторов по 1,4 В ёмкостью 14 Ач[1].